# Wendlingen (Wissen)
Wendlingen ist ein zur Stadt Wissen im Landkreis Altenkirchen (Westerwald) in Rheinland-Pfalz gehörender Weiler. Die Einwohnerzahl beträgt 15 (Stand 31. Dezember 2009).

## Lage
Nach Wissen im Süden sind es etwa 2 km. Die Landesstraße L 278 liegt 500 m östlich des Weilers. Nach Birken-Honigsessen im Nordosten sind es 2 und zur Landesgrenze im Westen 3 km.

## Persönlichkeiten
- Bruno Becher (1898–1961), deutscher Jurist und Politiker der FDP, geboren in Wendlingen[1]